# Røde hunde
Røde hunde (lat. rubella, eng. red measles) er en sygdom, der skyldes infektion med rubellavirus. 
Symptomerne er feber, snue (forkølelse), et fintprikket lyserødt udslæt og hævede lymfeknuder, især i nakken. Smitte i de første tre måneder af en graviditet kan medføre risiko for fosterskade på hjerte, øjne og hjerne. 
Forebyggelse mod røde hunde indgår i det danske børnevaccinationsprogram i MFR-vaccinen. Der er ingen kendt behandling, kun forebyggelse.
Inkubationstiden er 16-17 dage.